# Молодіжна збірна Бутану з футболу
Молодіжна збірна Бутану з футболу — національна молодіжна футбольна збірна Бутану, що складається у залежності від турніру із гравців віком до 18 або до 20 років. Вважається основним джерелом кадрів для підсилення складу основної збірної Бутану. Керівництво командою здійснює Футбольна федерація Бутану.
Команда має право участі у Юнацькому кубку Азії до 19 років, у випадку успішного виступу на якому може кваліфікуватися на молодіжний чемпіонат світу до 20 років. Також може брати участь у товариських і регіональних змаганнях, зокрема у юнацьких кубках Південної Азії.